# Andrzej Drzewiński
Andrzej Drzewiński (ur. 16 października 1959 we Wrocławiu) – polski fizyk, dr hab. nauk fizycznych, profesor zwyczajny Instytutu Fizyki oraz dziekan Wydziału Fizyki i Astronomii Uniwersytetu Zielonogórskiego. Pisarz science fiction i popularyzator nauki.

## Życiorys
Andrzej Drzewiński urodził się 16 października 1959 we Wrocławiu. Ukończył XI Liceum Ogólnokształcące im. St. Konarskiego. W latach 1978–1983 studiował na Wydziale Matematyczno-Fizycznym Uniwersytetu Wrocławskiego. W 1983 obronił pracę magisterską Rozwiązania solitonowe równania Painleve IV i otrzymał tytuł zawodowy magistra fizyki. Następnie został słuchaczem Studium Doktoranckiego Instytutu Niskich Temperatur i Badań Strukturalnych PAN. 21 czerwca 1991 na podstawie przedstawionej pracy Zachowanie krytyczne w kwantowych spinowych modelach sieciowych otrzymał stopień doktora nauk fizycznych. 26 października 2001 na podstawie dysertacji Wpływ zewnętrznego pola na własności krytyczne układów typu Isinga w ograniczonej geometrii otrzymał stopień doktora habilitowanego nauk fizycznych.
23 grudnia 2010 nadano mu tytuł profesora w zakresie nauk fizycznych. Pracował na stanowisku docenta w Instytucie Niskich Temperatur i Badań Strukturalnych im. Włodzimierza Trzebiatowskiego Polskiej Akademii Nauk, oraz profesora w Instytucie Matematyki i Informatyki na Wydziale Inżynierii Mechanicznej i Informatyki Politechniki Częstochowskiej.
Piastuje funkcję profesora zwyczajnego Instytutu Fizyki i dziekana na Wydziale Fizyki i Astronomii Uniwersytetu Zielonogórskiego.

### Działalność pisarska
Pracę naukową łączy z działalnością popularnonaukową oraz pisarską. W 1978 debiutował opowiadaniami na łamach Akademickiego Radia Politechniki Wrocławskiej. Jego pierwszą książką był zbiór opowiadań Zabawa w strzelanego, wydany w 1983 roku. Następnie, wspólnie z Andrzejem Ziemiańskim, napisał dwie powieści Zabójcy szatana oraz Nostalgia za Sluag Side. Jest także współautorem dwóch zbiorów opowiadań: Posłaniec (z Mirosławem Jabłońskim) oraz Bohaterowie do wynajęcia (z Jackiem Inglotem). Wspólnie z Jackiem Wojtkiewiczem jest autorem popularnonaukowej książki Opowieści z historii fizyki.
Był członkiem wrocławskiego oddziału PSMF. Wraz z Adamem Cebulą, Eugeniuszem Dębskim i Piotrem Surmiakiem członek grupy autorskiej Kareta Wrocławski, która w 2012 opublikowała zbiór opowiadań Upalna zima.

### Życie prywatne
Żonaty, ma trzech synów.

## Twórczość

### Powieści
- Zabójcy szatana (KAW 1989), wspólnie z Andrzejem Ziemiańskim
- Nostalgia za Sluag Side (KAW 1990), wspólnie z Andrzejem Ziemiańskim

### Zbiory opowiadań
- Zabawa w strzelanego (KAW, Rzeszów 1983), opowiadania:
  - Człowiekiem jestem
  - Ocalenie
  - Zapomniany przez ludzi
  - Zabawa w strzelanego
  - Samodzielna decyzja
  - Epidemia
  - Ich dwudziestu
  - W próżni nie słychać twojego krzyku
  - Nieśmiertelny
- Posłaniec (Nasza Księgarnia 1986), zawiera również 2 opowiadania Mirosława P. Jabłońskiego Wyprawa i Rybak
  - Do jednorazowego użycia
  - Głupi ma zawsze szczęście
  - Jaskinia
  - Ku północy
  - Posłaniec
  - Prawda o przyjacielu
  - Siła przyzwyczajenia
  - Słoneczniki
- Bohaterowie do wynajęcia (Fabryka Słów, Lublin 2004), wspólnie z Jackiem Inglotem
  - Diament Lady Willett
  - Kandydat do Unii
  - Czarodziej z Manhattanu
  - Feretron
  - Czas prezydenta
  - Rozdwojenie Finnegana
  - Vox populi
  - Zmartwychwstanie na Wall Street
  - Tanatos XIV
  - Bohaterowie do wynajęcia
  - Kocham swoją Celię
  - Niebiański MacDonald's

### Opowiadania wydane w antologiach
- Ku północy (1985) – po raz pierwszy wydane w „Fantastyce” (styczeń 1985) oraz w antologii Przepowiednia, t. 6 Polskiej noweli fantastycznej.
- Niepewność (1989) – wydane w zeszycie Bliskie spotkania, Iskry, Warszawa 1986
- Dopust Boży – Czarna msza (1992)